# Ophiocentrus tokiokai
Ophiocentrus tokiokai is een slangster uit de familie Amphiuridae.
De wetenschappelijke naam van de soort werd in 1981 gepubliceerd door S. Irimura.